# Thyestilla coerulea
Thyestilla coerulea là một loài bọ cánh cứng trong họ Cerambycidae.